# Michael McElhatton
Michael McElhatton (født 12. september 1963) er en irsk skuespiller og manuskriptforfatter. Han er mest kendt for rollen som Roose Bolton i HBO-serien Game of Thrones.

## Udvalgt filmografi

### Film
- I Went Down (1997) – Johnner Doyle
- Blow Dry (2001) – Robert
- The Actors (2003) – Jock
- Intermission (2003) – Sam
- Perrier's Bounty (2009) – Ivan
- Albert Nobbs (2011) – Mr. Moore
- Shadow Dancer (2012) – Liam Hughes

### Tv-serier
- Game of Thrones (2012–16; 19 afsnit) – Roose Bolton
- The Fall (2013-)